# Cyro Martins
Cyro dos Santos Martins (Quaraí, 5 de agosto de 1908 — Porto Alegre, 15 de dezembro de 1995) foi um escritor e psicanalista brasileiro. 
Integrou o grupo dos romancistas da chamada "Geração de 30", relacionado ao neorealismo, tanto pela temática quanto pela linguagem. Foi responsável pela introdução, na literatura regional de seu estado, do tipo gaúcho já influenciado por novos costumes. Seu livro de estréia, Campo Fora (1934), já trazia a temática que o autor desenvolveria posteriormente. Suas três obras básicas, Sem rumo (1937), Porteira fechada (1944) e Estrada nova (1954), compõem a Trilogia do gaúcho a pé, retratam o homem dos pampas, marginalizado pela nova ordem econômica, social e cultural gerada pelo processo de industrialização e concentração urbana.

## Biografia
Cyro Martins era filho de Apolinário e Felícia dos Santos Martins. Aos nove anos, inicia os estudos no Colégio Municipal de Quaraí. Aos 12, continua os estudos em colégio interno de Porto Alegre, o  Ginásio Anchieta. Seu primeiro professor, Lucílio Caravaca, é lembrado no personagem homônimo em Rodeio (contos e estampas) - 1976. Em 1942, revive em Um menino vai para o colégio (novela)" a vida no internato.
Escreve seus primeiros artigos e contos aos quinze anos. Em 1928, com dezenove anos, ingressa na Faculdade de Medicina de Porto Alegre. Retorna a Quaraí, em 1934, já formado, para fazer a "prática da medicina", como dizia, sobretudo nos bairros e vilas da cidade. Nesse mesmo ano estréia com Campo fora (contos), impregnado do imaginário da campanha e da fronteira. Morre seu pai, Bilo Martins.
Em 1935, casa com Suely de Souza e utiliza, em conferência, pela primeira vez, o termo gaúcho a pé, origem e leitmotiv de sua trilogia (Sem rumo, Porteira fechada, Estrada nova). Em 1937, vai estudar Neurologia no Rio de Janeiro, onde publica Sem rumo pela Ariel, primeiro romance da trilogia do gaúcho a pé. Em 1938, já em Porto Alegre, presta concurso para Psiquiatria do Hospital São Pedro e, no ano seguinte, participa da fundação da Sociedade de Neurologia, Psiquiatria e Medicina Legal no Hospital São Pedro e vê publicado seu romance Enquanto as águas correm, pela Globo. Também abre seu primeiro consultório. Mensagem errante surge em 1942, em plena II Guerra Mundial e, em 1944, Porteira fechada, segundo romance da trilogia do gaúcho a pé.
Em 1949, casa com Zaira Meneghello. Dois anos após, vai fazer sua formação psicanalítica em Buenos Aires. Em 1954 aparece o terceiro romance da trilogia do gaúcho a pé, Estrada nova, que a crítica literária do Rio Grande do Sul elegeu como o melhor e mais sólido romance do autor. Retorna, em 1955, de Buenos Aires, já como membro da Associação Psicanalítica Argentina. Traz a Porto Alegre, entre outros, o analista argentino Arnaldo Rascovsky, de quem se tornara amigo, para debates sobre psicoterapia analítica de grupo. Em 1957, é eleito presidente da Sociedade de Neurologia, Psiquiatria e Neurocirurgia, quando inicia sua atividade como professor no Instituto de Psicanálise. Ainda nesse ano sai Paz nos campos, reunindo contos e novelas que depois ele desdobrará em outras publicações.
De 1958 a 1964 tem vários trabalhos científicos traduzidos para o espanhol e o alemão.
Em 1990 realiza seu incomum livro de memórias, em parceria com Abrão Slavutzky, Para início de conversa. E, em 1991, seu último trabalho de ficção, a novela Um sorriso para o destino. Ainda publicaria uma série de ensaios psicanalíticos, em Caminhos. (1993) e, quando seria de esperar que falasse de si mesmo, surpreende discorrendo sobre seus amigos poetas, pintores e ficcionistas, em Páginas soltas (1994).
A vida deu-lhe cancha para reformular, com seu editor, toda a sua obra de ficção e ciência, antes de falecer em 15 de dezembro de 1995, em Porto Alegre.
Sua filha Maria Helena Martins criou em 1997 o Centro de Estudos de Literatura e Psicanálise Cyro Martins - CELPCYRO,com o apoio de Zaira Meneghello, sua mulher, da filha Cecília e do filho Cláudio, acompanhados por amigos, médicos e escritores, com o propósito de cuidar da vasta obra que Cyro Martins nos legou e promover estudos a partir dela. É como se estivéssemos cumprido a tarefa que ele, entre amável e irônico, costumava vaticinar para sua filha Maria Helena: "Não se preocupe: se ocupe".

## Obra Completa
A obra completa de Cyro Martins está disponível no catálogo da Editora Movimento.

### Ficção
- Campo fora (contos) - 1934
- Sem rumo (romance) - 1937*
- Enquanto as águas correm (romance) - 1939
- Um menino vai para o colégio (novela) - 1942
- Porteira fechada (romance) - 1944*
- Estrada nova (romance) - 1954*
- A entrevista (contos) - 1968
- Rodeio (contos e estampas) - 1976
- Sombras na correnteza (romance) - 1979
- A dama do saladeiro (contos) - 1980
- O príncipe da vila (novela) - 1982
- Gaúchos no obelisco (romance) - 1984
- Na curva do arco-íris (romance) - 1985
- O professor (romance) - 1988
- Um sorriso para o destino (novela) - 1991
- Você deve desistir, Osvaldo (contos) - 2000

### Ensaios
- Do mito à verdade científica (Estudos Psicanalíticos) - 1964
- Perspectivas da Relação Médico-Paciente - 1979
- Escritores gaúchos - 1981
- O mundo em que vivemos - 1983
- A mulher na sociedade atual - 1984
- Caminhos (ensaios psicanalíticos) - 1993
- Páginas soltas - 1994

### Memórias
- Para início de conversa - 1990 (com Abrão Slavutzky)